# Avatha complascens
Avatha complascens är en fjärilsart som beskrevs av Walker 1858. Avatha complascens ingår i släktet Avatha och familjen nattflyn. Inga underarter finns listade i Catalogue of Life.